# Mexikaner (Cocktail)

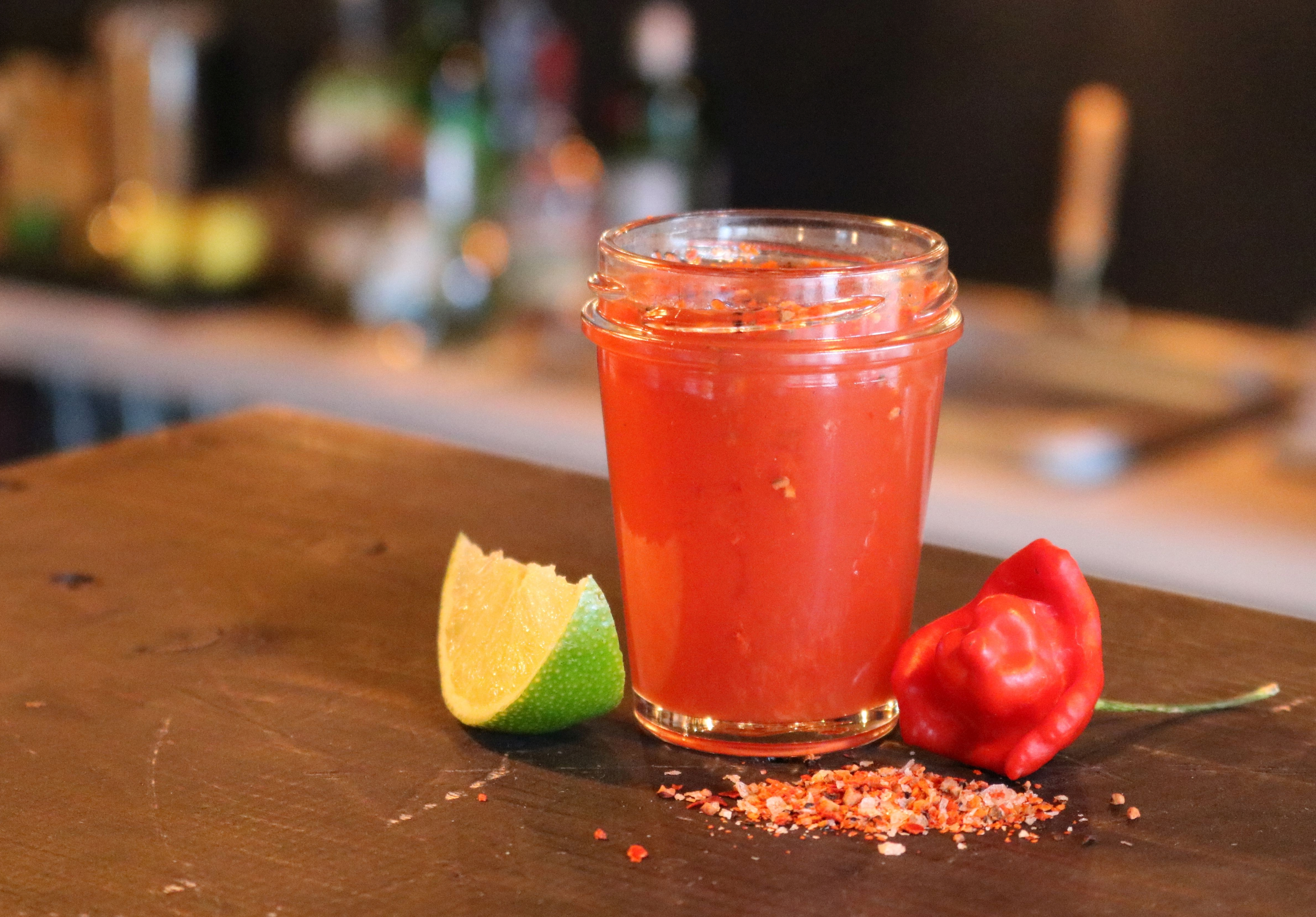
Mexikaner als Shot („Kurzer“)

Als Mexikaner wird ein alkoholisches Getränk bezeichnet, das hauptsächlich aus einer klaren Spirituose (ursprünglich Korn, oft auch Wodka oder Tequila), Tomatensaft, Sangrita, Tabascosauce, Salz und Pfeffer besteht. Die Rezeptur ähnelt dem Longdrink Bloody Mary, allerdings ist der Mexikaner deutlich stärker gewürzt und wird üblicherweise als Kurzer (engl. „shot“) in einem Schnapsglas serviert.

## Geschichte
Das Getränk hat seinen Ursprung in Hamburg, wo es der Gastronom Mike Coloni nach eigenen Angaben erstmals 1987 in seiner Hard-Rock-Kneipe Steppenwolf auf St. Pauli servierte. Das Rezept habe er als Notlösung entwickelt, um den Geschmack eines billigen Obstbrand-Verschnitts zu überdecken, den er versehentlich anstelle von Korn eingekauft hatte und dessen schlechten Eigengeschmack er übertünchen wollte. Mit dem Resultat war Coloni zufrieden und es wurde, nachdem der Obstler verbraucht war, mit Korn gemixt und auf die Karte gesetzt. Der Name geht auf den scharfen Geschmack zurück, der „irgendwie an Mexiko erinnert“. 
Während Coloni den Shot nicht gerne trank („Ich mochte das Zeug nie!“), war der Mexikaner, der für 99 Pfennig serviert wurde, bei seinen Gästen beliebt. Bald darauf kopierten andere Kiez-Wirte mit ähnlichen Rezepten die Idee, und über die Jahre avancierte das Getränk zum „Kult auf St. Pauli“. Das Rezept für seine Originalmischung gab Coloni erst bekannt, nachdem er seinen Betrieb im Jahr 2008 geschlossen hatte.
Inzwischen wird der Shot auch in anderen Städten serviert. Verbreitet sei er „weniger in Edelbars oder an Mixologen-Tresen, sondern vielmehr in Eckkneipen oder Kickerkneipen. Aber nicht nur.“ So sei der Tomatentrunk „ein hervorragender Agent, mit dem man Leute für Cocktails begeistern kann, (…) ein Katapult, mit dem man die Augen nicht nur zum Tränen bringen kann, sondern auch dazu, dass man sie für Cocktail-Kultur öffnet“.

## Zubereitung
Die Originalmischung aus der Hamburger Kneipe Steppenwolf bestand aus 0,7 l Korn, 1,5 l Tomatensaft und 0,7 l Taki Taki oder Sangrita, nach anderer Quelle aus 0,7 l Korn, 2,1 l Tomatensaft und 0,5 l Taki Taki. Dieser Premix wurde mit je einem gehäuften Esslöffel Pfeffer und Salz sowie 3 cl Tabascosauce gewürzt und als vorgekühlter Shot ohne Eis in einem Schnapsglas serviert.
Wie bei vielen Cocktails und Mischgetränken variiert die Rezeptur je nach Anbieter. So wird der Mexikaner statt mit Korn auch mit anderen Spirituosen wie Wodka, Tequila oder Mezcal angeboten und kann weiterhin Zitronen- oder Limettensaft, Gewürze wie Chilipulver und Koriander oder auch Kräuter enthalten. Ein Mexikaner sei „wie ein pikanter Smoothie“, man könne „unheimlich viel damit experimentieren“. Inzwischen sind auch mehrere Fertigprodukte im Handel.
Im Vergleich zu anderen Shots enthält der Mexikaner nur wenig Alkohol. Die Zubereitung nach Originalrezept ergibt (je nach Variante und verwendetem Korn) einen Alkoholgehalt zwischen 6 und 9 % vol. Laut Barkeeper Roman Lewandowski sei der Mexikaner nicht geeignet, um sich damit zu betrinken, denn „die Vitamine und Elektrolyte des Drinks bewirken genau das Gegenteil“.